# Mahmud Traljić
Hfz. Mahmud Traljić (Sarajevo, 28. travnja 1918. – Sarajevo, 28. prosinca 2003.), bosanskohercegovački je kulturni povjesničar, istraživač, profesor, islamski službenik bošnjačkog podrijetla. Pripadao skupini književnika bošnjačkog podrijetla između dvaju ratova koji su se za života opredjeljivali kao hrvatski književnici i koji su svojim ukupnim djelovanjem pripadaju bošnjačkoj i hrvatskoj književnosti.

## Životopis
Rođen u uglednoj sarajevskoj obitelji. Po završenoj osnovnoj školi primljen je na školovanje u Gazi Husrev-begovu medresu. Nakon nje upisao se u Višu islamsku šerijatsko-teološku školu u Sarajevu 1940., na kojoj je diplomirao 1944. godine. Završivši studij zaposlio se u Gazi Husrev-begovoj knjižnici u kojoj je radio do 1947. godine, i usporedno je obnašao dužnost profesora u Gazi Husrev-begovoj ženskoj medresi te bio imam u sarajevskoj džamiji Sinan Vojvoda Hatun na Vratniku. Lipnja 1947. uhićen i u montiranom komunističkom procesu muslimanskim alimima, učenjacima i uglednim ljudima osuđen na zatvorsku kaznu od 10 godina. Osuđen u skupini u kojoj su bili: Kasim Dobrača, Derviš Korkut, Jusuf Tanović, Kasim Turković, Salih Udžvarić, Abdullah Dervišević, Ibrahim Karalić, Muharem Avdihodžić, Hasan Avdić, Mustafa Hebović i Hasan Ljevaković. Odrobijao je devet godina i osam mjeseci. Iz zatvora je izašao siječnja 1957. godine. Poznanstvo Hamdije Kreševljakovića s Brankom Čulićem omogućilo mu je zaposliti se u Narodnoj i sveučilišnoj knjižnici BiH u Sarajevu u odjel specijalističke zbirke, gdje je radio 27 godina sve do umirovljenja 1984. godine. Usporedno je bio imam u Ćurčića Jahja-pašinoj džamiji u Sarajevu, u kojoj je čuvao mihrab do 1996. godine. Bio je dugo godina počasno obnašao dužnosti nazira u Gazi Husrev-begovom vakufu te devrihana, džuzhana i sahibi-nokte u Gazi Husrev-begovoj džamiji. Dugogodišnji predsjednik i redovni član Komisije za preslušavanje novih hafiza. Postavio je standard i pravila za učenje hifza. Bio je muhafiz mnogim našim današnjim hafizima. Bio je profesor kiraeta na Fakultetu političkih znanosti od 1987. pa do 1992. godine. Kad je otvoren poslijediplomski studij predavao je isti predmet poslijediplomcima. Najbolji poznavalac povijesti muslimanskih institucija i znamenitih Bošnjaka u Bosni i Hercegovini i Sandžaku. Zadnjih godina života nije izlazio zbog slaba zdravlja. 
Umro je 28. prosinca 2003. godine.

## Zanimljivosti
Došla je jedna žena Mahmud Traljiću i upitala ga za dove koje će učiti kako bi sačuvala sebe i svoju djecu od nevolja i iskušenja koje ne mogu podnijeti. Kao vrsni poznavalac  Kurana i  Hadisa, Traljić poduči ženu lijepim dovama. Žena mu se zahvalila te napustila zgradu gradske knjižnice, u kojoj je Mahmud Traljić radio. Međutim, žena se ubrzo vraća ponovo i kaže mu: "Ako su te dove dobre i korisne, zašto ih ti nisi učio i zašto tebi nisu pomogle?" Tada Mahmud ef. reče ženi: "Ja sam zadovoljan s onim što mi dragi Allah odredi i ne tražim i ne želim nešto drugo!"

## Djela
Trilogijom je osigurao si mjesto u kulturnoj povijesti Bosne i Hercegovine:
- Istaknuti Bošnjaci  (prvo izdanje: Zagreb, 1994., 191 str. i drugo dopunjeno i prošireno izdanje: El-Kalem, 1998., 345 str.)[1]
- Mali podsjetnik značajnih datuma islamske prošlosti Bošnjaka, El-Kalem, Sarajevo, 1996., 152 str.)[1]
- Iz kulturne historije Bošnjaka, Travnik, 1999., 363 str.[1]